# 懐古神社
懐古神社（かいこじんじゃ）は、長野県小諸市にある神社。小諸城址公園・懐古園の主要部の地主でもある。

## 祭神
- 小諸藩主牧野氏歴代の霊
- 菅原道真（天神）
- 火之迦具土命

## 歴史
1881年（明治13年）4月に小諸城跡を懐古園として整備した際に、旧小諸藩の士族らにより、同藩を治めた牧野氏の歴代藩主の霊を藩政時代から城内の鎮守神として祀られていた天満宮・火魂社と合祀して現在地に建立された。
現在の社殿は1987年（昭和62年）11月に改築されたものである。神社本庁に所属する宗教法人懐古神社として、氏子数約50名を中心に運営されている。

## 境内

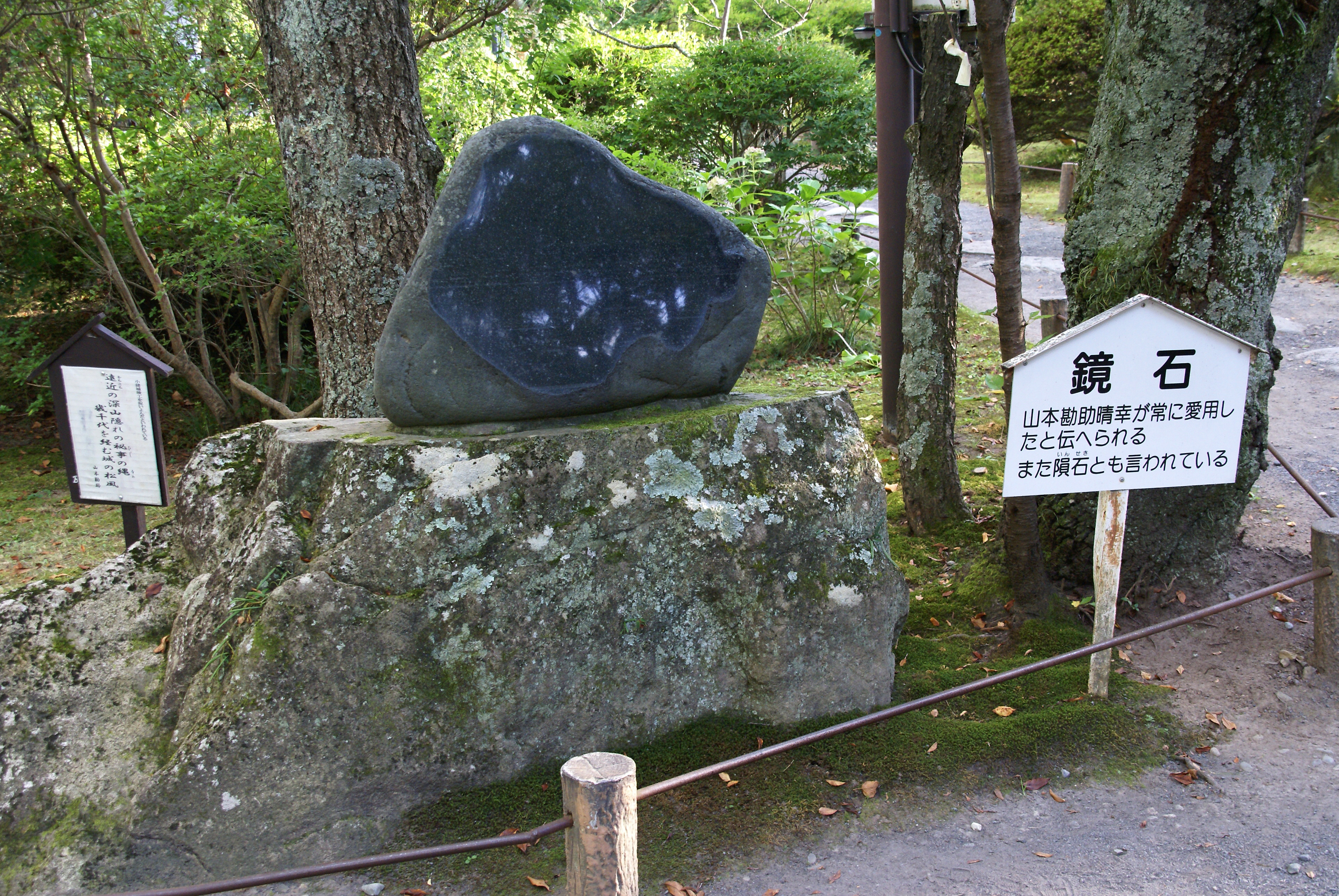
鏡石

懐古園（旧小諸城跡）内にあり、旧城の本丸に建てられている。参拝には懐古園の入場料が必要となる。社殿の傍には小諸城の縄張りをしたという伝説がある山本勘助が愛用したといわれる鏡石が置かれている。この鏡石と、山本勘助を結びつける史料学的根拠は存在しない。

## 政教分離問題
宗教法人懐古神社は、小諸公園（懐古園）の地主であるため、小諸市から賃料収入を得ている。平成25年から26年（2013年 - 2014年）、小諸市の一部行政用語に、宗教法人懐古神社との関係（財政支出）において、誤解を招く不適切な表現があり、政教分離上問題とされた。
また牧野直人代表（懐古神社崇敬会会長・当時小諸市相生区長）は、2011年12月の東信ジャーナルの取材に対して、「有料化は市からの要請で始まった。土地賃貸の代金は入園料からで、税金からは支出されていない。市の要請で定額になり、積立金は土地代を分割したもので、返還の必要はない。受け取った代金は、徴古館人件費、三の門維持、祭典、火災保険料などに使用し、近い将来、三の門の修理には巨額の費用が必要になる。当初の20％相当額の支払いだったら、累計でもっと金額が高くなるため相当譲歩している」と語っている。
柳田剛彦市長の在職時には、毎年宗教法人懐古神社の例大祭に市長交際費から5､000円を支出されていた。市長交代後は市長交際費からの支出はみられなくなったが、市議会議長交際費からは例大祭での支出が続いている。

## 現地情報
所在地
- 長野県小諸市丁本丸跡314番地

交通アクセス
- 最寄駅：しなの鉄道線およびJR小海線小諸駅下車後、徒歩約3分